# Aleksandr Medakin
Aleksandr Georgievič Medakin (in russo Александр Георгиевич Медакин?; Mosca, 23 settembre 1937 – Mosca, 14 gennaio 1993) è stato un calciatore sovietico dal 1991 russo, di ruolo centrocampista.

## Statistiche

### Cronologia presenze e reti in Nazionale
| Cronologia completa delle presenze e delle reti in nazionale ― Unione Sovietica | Cronologia completa delle presenze e delle reti in nazionale ― Unione Sovietica | Cronologia completa delle presenze e delle reti in nazionale ― Unione Sovietica | Cronologia completa delle presenze e delle reti in nazionale ― Unione Sovietica | Cronologia completa delle presenze e delle reti in nazionale ― Unione Sovietica | Cronologia completa delle presenze e delle reti in nazionale ― Unione Sovietica | Cronologia completa delle presenze e delle reti in nazionale ― Unione Sovietica | Cronologia completa delle presenze e delle reti in nazionale ― Unione Sovietica |
| Data                                                                            | Città                                                                           | In casa                                                                         | Risultato                                                                       | Ospiti                                                                          | Competizione                                                                    | Reti                                                                            | Note                                                                            |
| ------------------------------------------------------------------------------- | ------------------------------------------------------------------------------- | ------------------------------------------------------------------------------- | ------------------------------------------------------------------------------- | ------------------------------------------------------------------------------- | ------------------------------------------------------------------------------- | ------------------------------------------------------------------------------- | ------------------------------------------------------------------------------- |
| 21/05/1961                                                                      | Varsavia                                                                        | Polonia                                                                         | 1 – 0                                                                           | Unione Sovietica                                                                | Amichevole                                                                      | -                                                                               |                                                                                 |
| 18/06/1961                                                                      | Mosca                                                                           | Unione Sovietica                                                                | 1 – 0                                                                           | Turchia                                                                         | Qual. Mondiali 1962                                                             | -                                                                               |                                                                                 |
| 01/07/1961                                                                      | Mosca                                                                           | Unione Sovietica                                                                | 5 – 2                                                                           | Norvegia                                                                        | Qual. Mondiali 1962                                                             | -                                                                               |                                                                                 |
| Totale                                                                          |                                                                                 | Presenze                                                                        | 3                                                                               |                                                                                 | Reti                                                                            | 0                                                                               |                                                                                 |